# 吉松和哉
吉松 和哉（よしまつ かずや、1934年 - ）は、日本の医学者・精神科医。専門は精神病理学。元信州大学医学部教授。元大正大学大学院教授。医学博士（東京大学・1966年）。

## 来歴
- 1934年東京都蒲田区に生まれる
- 1960年東京大学医学部卒業
- 1966年東京大学医学部附属病院助手
- 1968年東京都立墨東病院神経科医長
- 1972年海上寮療養所院長
- 1976年東京都精神医学総合研究所精神病理学研究室副参事研究員
- 1979年東京大学医学部保健学科精神衛生学教室講師
- 1981年東京都精神医学総合研究所社会精神医学研究室副参事研究員（室長）
- 1983年東京都精神医学総合研究所社会精神医学研究室参事研究員（室長）
- 1990年信州大学医学部教授（精神医学教室）
- 2000年大正大学大学院教授（臨床心理学専攻）
- 2006年式場病院院長[1]

## 学会
- 日本精神病理学会元理事
- 日本社会精神医学会元理事
- 日本精神分析学会元運営委員
- 日本集団精神療法学会元理事長

## 著書

### 主著書・編著書
- 『精神分裂病者の入院治療ーすべての治療スタッフのために』医学書院 1979年
- 『神経症の周辺ー［境界領域症候群］について』（共編著）医学書院 1981年
- 『セネストパチーの研究』金剛出版 1985年
- 『精神療法の実際』（編著）金原出版 1986年
- 『医者と患者』岩波書店1987年
- 『精神医学の知と技 精神科医療が目指すもの 変転と不易の50年』中山書店、2009年10月。ISBN 9784521731797。

## 関連人物
- 土居健郎
- 臺弘
- 中井久夫
- 村上靖彦
- 永田俊彦
- 市橋秀夫
- 中安信夫